# بيل داف (مستعرب)
وليام داف (13 مايو 1922 - 14 فبراير 2014م) مصرفي ومستعرب إسكتلندي، كان مستشاراً مالياً لنائب الرئيس الأول ورئيس وزراء الإمارات العربية المتحدة والحاكم السابق لدبي راشد بن سعيد آل مكتوم. وقد ساهم في ترجمة طموحات الشيخ راشد بن سعيد على أرض الواقع والنهوض بإمارة دبي في مختلف المجالات.

## سيرة
- وُلِد داف في سنغافورة عام 1922م، وهو ابن روبرت وإليانور اللذان أسسا شركة هناك.[1]
- التحق بالتجنيد في الجيش البريطاني، وكان أول تكليف له في الكتيبة الأولى لفوج الأميرة لويز كنسينغتون، وشارك في الحرب العالمية الثانية مقاتلاً في إيطاليا والسودان وفلسطين.[1]
- درس تاريخ العرب وحضارة الشرق الأوسط في جامعة أكسفورد البريطانية، ثم توجه لدراسة اللغة العربية في مركز الشرق الأوسط للدراسات العربية في لبنان عام 1945م، حيث تعلم المحادثة بالعربية الكلاسيكية والكتابة بالعربية.
- عمل في دائرة التمويل في الكويت ما بين عام 1953 وعام 1960م.
- عام 1960 عينه الشيخ راشد بن سعيد آل مكتوم مستشاراً مالياً، وذلك في حقبة التأسيس لانطلاقة دبي الحضارية.[2]
- تزوج عام 1946 من إيرينكا تراخيموفيتش.[1]
- شارك في إنشاء ميناء راشد، أول ميناء حاويات عميق في المنطقة، وكذلك في إنشاء ميناء جبل علي عام 1979م.[1][3]
- كان له دور في إنشاء الدائرة المالية في حكومة دبي، ودائرة الجمارك، وشركة كهرباء دبي التي أصبحت اليوم هيئة كهرباء ومياه دبي، وكذلك المنطقة الحرة في جبل علي، وموانئ دبي العالمية. وكان أول من أسس أول روضة بمنهاج بريطاني للمرحلتين الابتدائية والثانوية، كما أسس مدرسة دبي للناطقين باللغة الإنجليزية مما أسهم إسهاماً كبيراً في إحداث تحول كبير في وجه دبي.[2]